# Scottish Division One 1906-1907
La Scottish Division One 1906-1907 è stata la 17ª edizione della massima serie del campionato scozzese di calcio, disputato tra il 15 agosto 1906 e il 15 maggio 1907 e concluso con la vittoria del Celtic al suo settimo titolo, il terzo consecutivo.
Capocannoniere del torneo è stato Jimmy Quinn (Celtic) con 20 reti.

## Stagione
Il campionato fu allargato a 18 squadre, dunque parteciparono le sedici della precedente stagione più le neopromosse dalla Scottish Division Two: il Clyde, tornato dopo sei anni di assenza, e l'Hamilton Academical, esordiente in Division One.
Dundee e Rangers conclusero il campionato in largo anticipo rispetto al Celtic, a cui bastò la vittoria contro il Partick Thistle (0-2) per vincere il torneo nonostante cinque partite ancora da disputare.

## Classifica finale
Fonte:
|       | Pos. | Squadra               | Pt | G  | V  | N  | P  | GF | GS |
| ----- | ---- | --------------------- | -- | -- | -- | -- | -- | -- | -- |
|       | 1.   | Celtic                | 55 | 34 | 23 | 9  | 2  | 80 | 30 |
|       | 2.   | Dundee                | 48 | 34 | 18 | 12 | 4  | 53 | 26 |
|       | 3.   | Rangers               | 45 | 34 | 19 | 7  | 8  | 69 | 33 |
|       | 4.   | Airdrieonians         | 42 | 34 | 18 | 6  | 10 | 59 | 44 |
|       | 5.   | Falkirk               | 41 | 34 | 17 | 7  | 10 | 73 | 58 |
|       | 6.   | Third Lanark          | 39 | 34 | 15 | 9  | 10 | 57 | 48 |
|       | 7.   | St. Mirren            | 37 | 34 | 12 | 13 | 9  | 50 | 44 |
|       | 8.   | Clyde                 | 36 | 34 | 15 | 6  | 13 | 47 | 52 |
|       | 9.   | Hearts                | 35 | 34 | 11 | 13 | 10 | 46 | 43 |
|       | 10.  | Motherwell            | 33 | 34 | 12 | 9  | 13 | 45 | 48 |
|       | 11.  | Aberdeen              | 30 | 34 | 10 | 10 | 14 | 48 | 55 |
|       | 11.  | Hibernian             | 30 | 34 | 10 | 10 | 14 | 40 | 49 |
|       | 13.  | Morton                | 28 | 34 | 11 | 6  | 17 | 41 | 50 |
|       | 14.  | Partick Thistle       | 26 | 34 | 9  | 8  | 17 | 40 | 60 |
|       | 15.  | Queen's Park          | 24 | 34 | 9  | 6  | 19 | 51 | 66 |
| [ 3 ] | 16.  | Hamilton Academical   | 21 | 34 | 8  | 5  | 21 | 40 | 64 |
| [ 3 ] | 16.  | Kilmarnock            | 21 | 34 | 8  | 5  | 21 | 40 | 72 |
| [ 3 ] | 16.  | Port Glasgow Athletic | 21 | 34 | 7  | 7  | 20 | 30 | 67 |

Legenda:
      Campione di Scozia.
Regolamento:
Due punti a vittoria, uno a pareggio, zero a sconfitta.
Vigeva il pari merito. In caso di arrivo a pari punti per l'assegnazione del titolo o per i posti destinati alla rielezione automatica era previsto uno spareggio.
Note:
L'Hamilton Academical, il Kilmarnock e il Port Glasgow Athletic furono rieletti per la stagione successiva.